# Tebat Layang
Tebat Layang is een bestuurslaag in het regentschap Ogan Komering Ulu Selatan van de provincie Zuid-Sumatra, Indonesië. Tebat Layang telt 500 inwoners (volkstelling 2010).